# 폴 세뤼지에
폴 세뤼지에(Paul Sérusier, 1864년 11월 9일 ~ 1927년 10월 7일)는 추상미술의 선구자이자 전위 예술 나비파 운동, 생테티슴, 클루아조니즘의 영감을 준 프랑스의 화가이다.

## 교육
세뤼지에는 파리에서 태어났다. 그는 1880년대 중반에 아카데미 쥘리앙에서 공부하면서 반장으로 지냈다. 1888년 여름에 퐁타방으로 여행을 가서 폴 고갱 주변의 소규모 미술가 그룹에 참가하였다. 퐁타방 미술가 부락에 있는 동안 그는 고갱의 면밀한 관리 아래에 《부적》(The Talisman)으로 알려진 그림을 그렸다. 이 그림은 순수 추상미술에 가까운 클루아조니즘의 극심한 훈련이었다. 그는 나비파라는 화가 그룹의 일원으로서 탈인상주의 화가가 되었다. 세뤼지에는 폴 고갱과 함께 이 그룹의 이름을 지었다. 피에르 보나르, 에두아르 뷔야르, 모리스 드니는 이 그룹에서 잘 알려진 인물들이 되었으나 당시 그다지 중심이 되는 인물들은 아니었다.
나중에 그는 아카데미 랑송에서 교육을 하였고 1921년에 ABC 《회화 첫걸음》(de la peinture)을 출판하였다. 그 뒤 모흘레에서 사망하였다.

## 저서
- ABC 회화 첫걸음(de la peinture), La Douce France & Henri Floury, 파리, 1921년

- 제2판, 세뤼지에의 삶과 작품에 대한 모리스 드니의 연구를 수반, Librairie Floury, 파리, 1942년
- 제3판, P. 세뤼지에가 수집하고 H. Boutaric가 주해한, 미간행된 서신 왕래를 수반, Librairie Floury, 파리, 1950년

## 사진

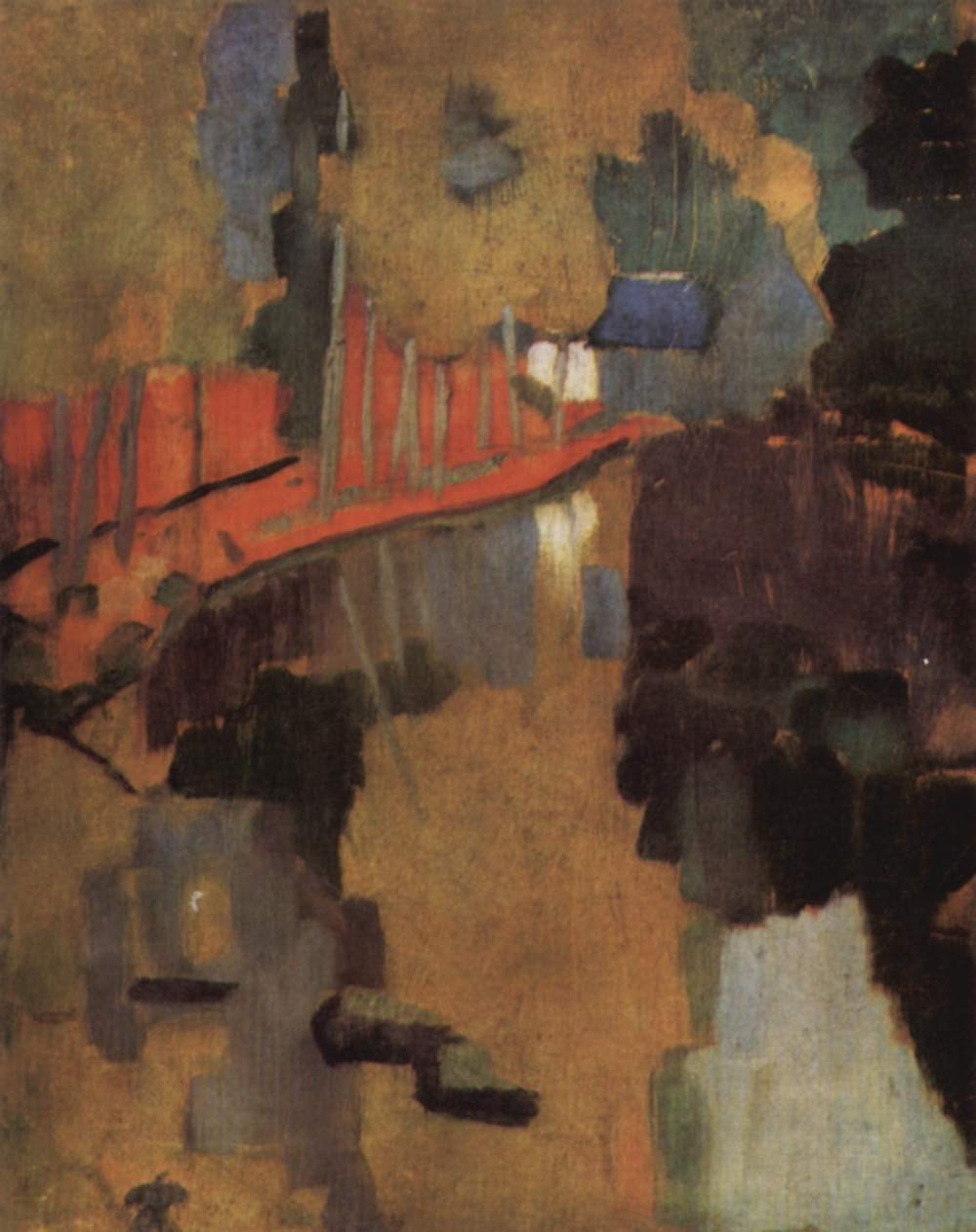
《부적》(The Talisman) 1888년
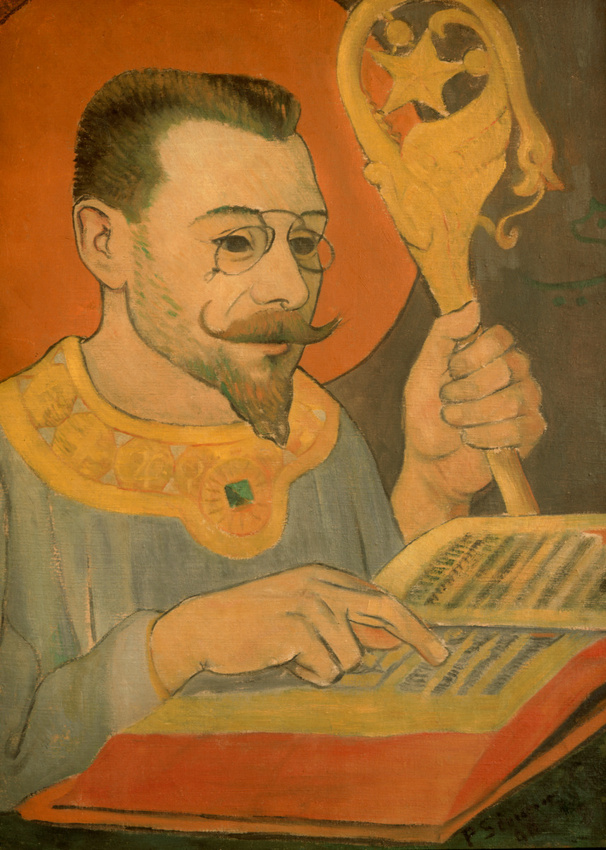
폴 랑송의 초상화 1890년 (파리, 오르세 미술관)
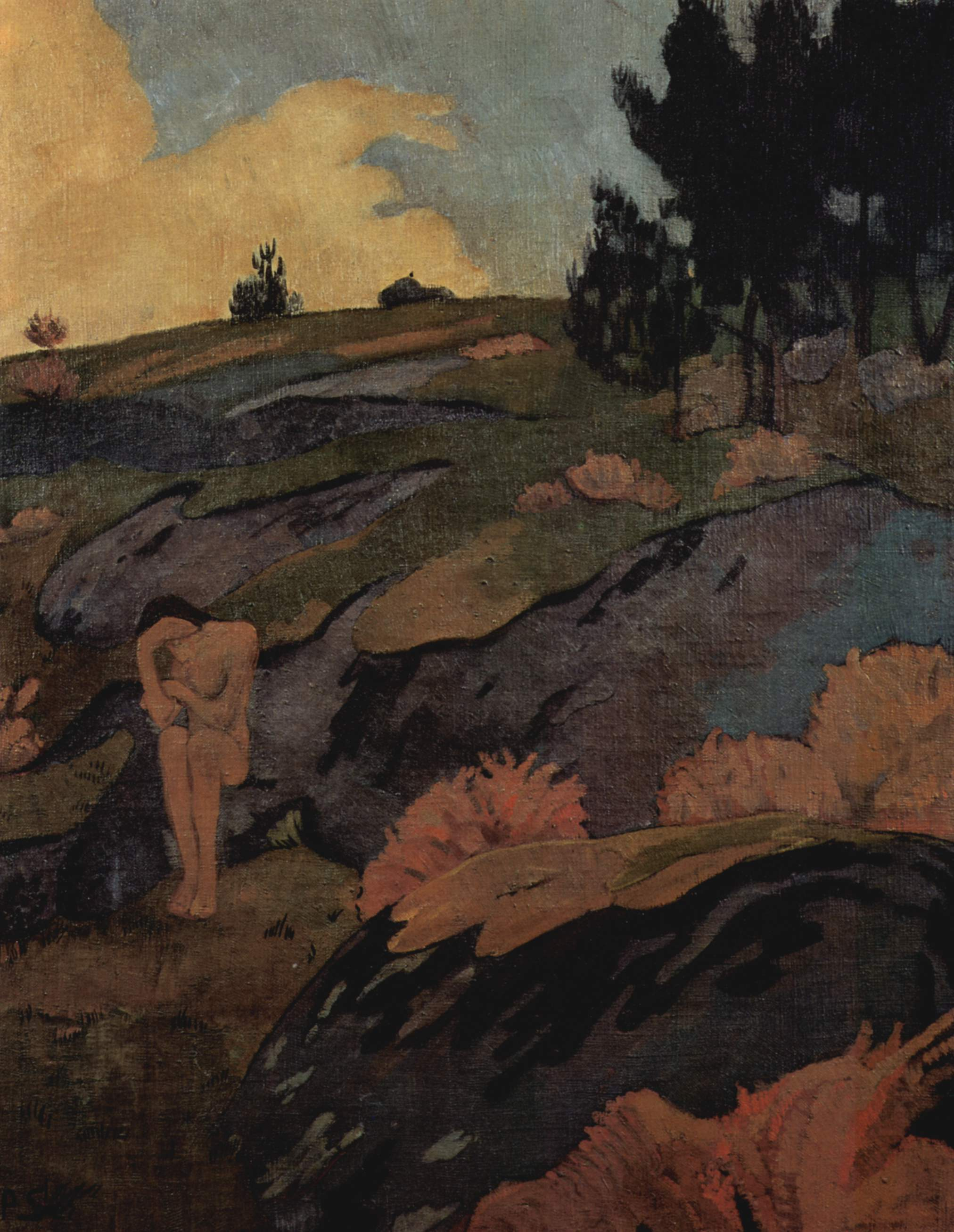
Melancholy 1890년
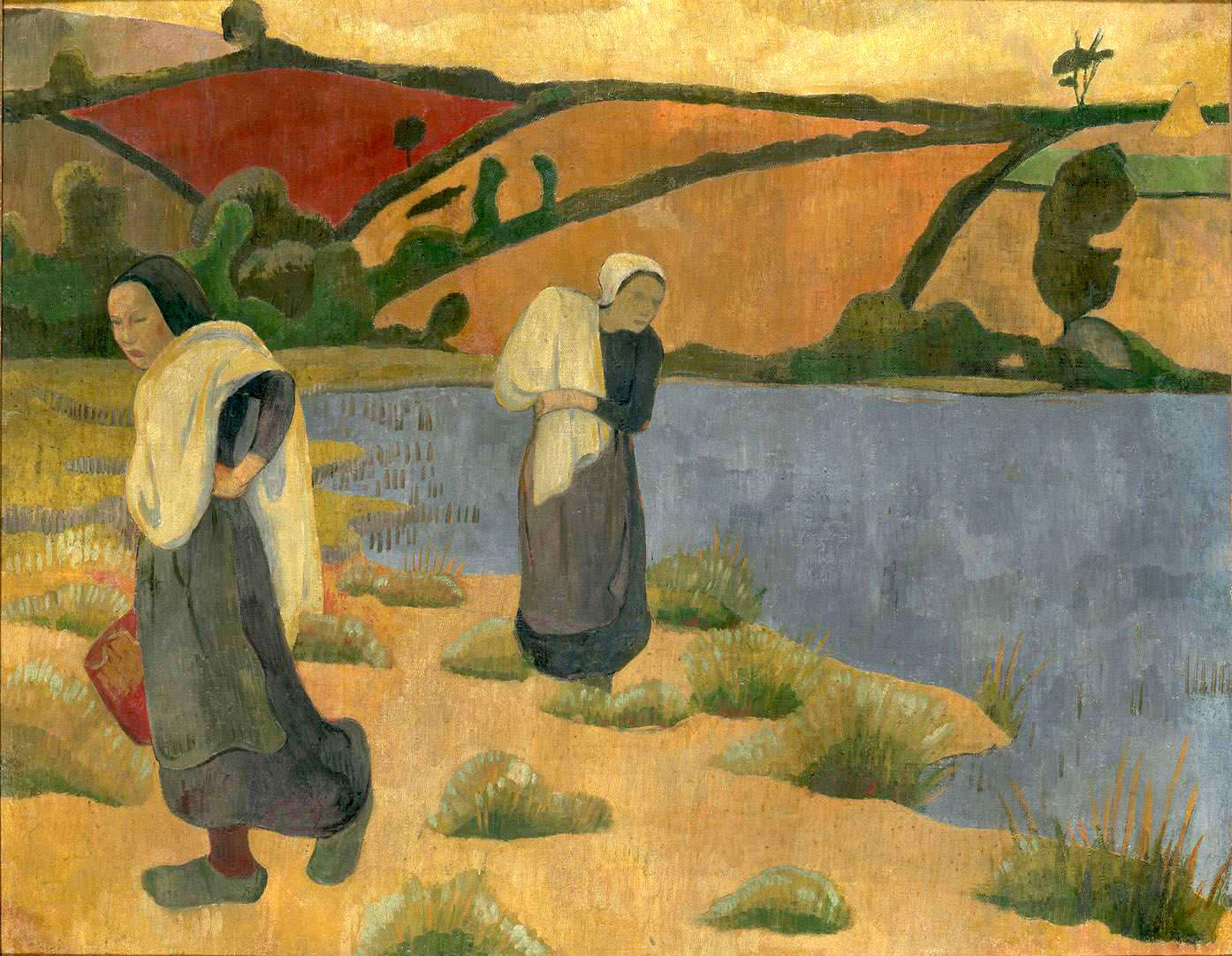
《강변의 세탁부》(Laundresses at the River) 1892년 (파리, 오르세 미술관)
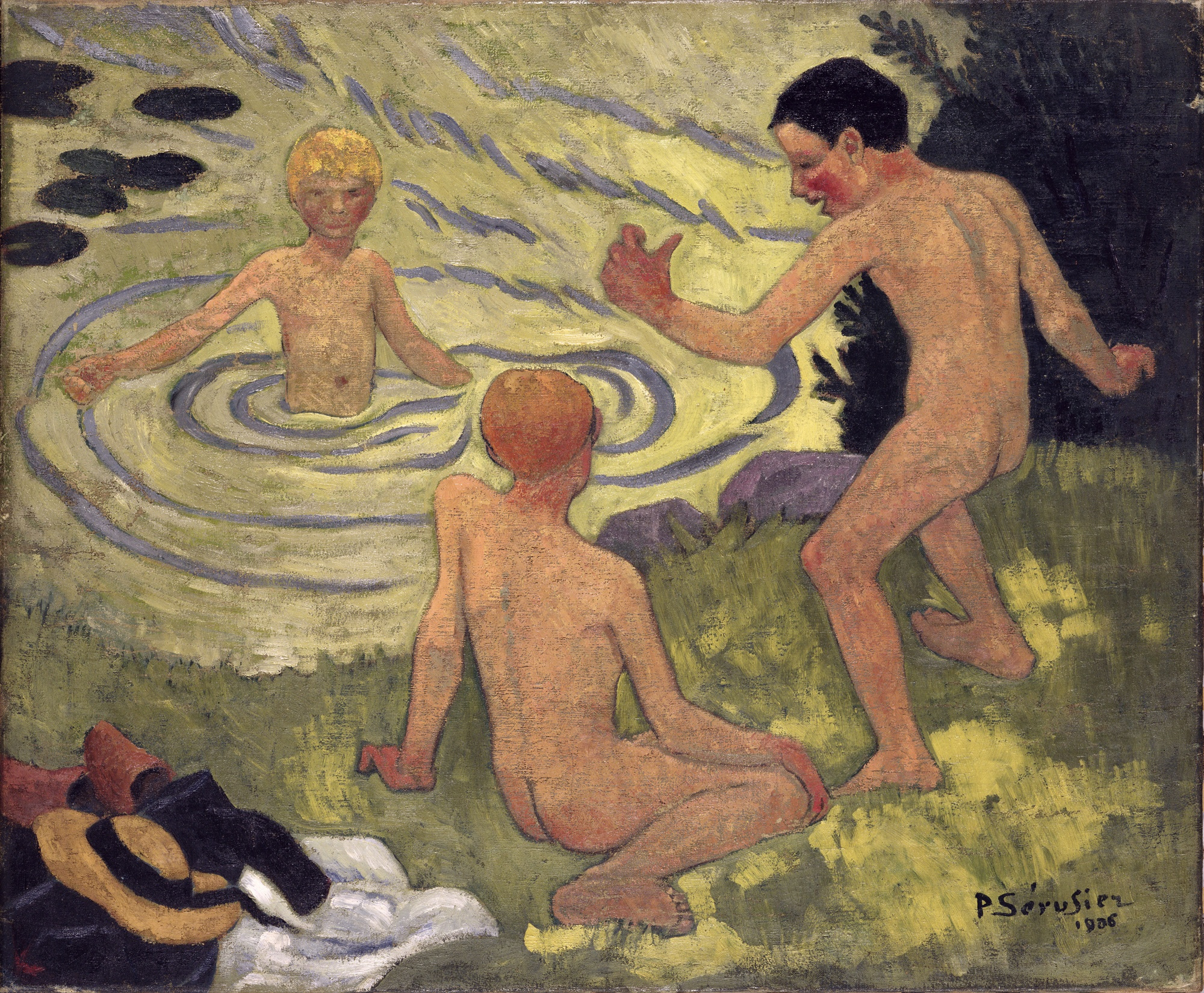
Boys on a Riverbank 1906년
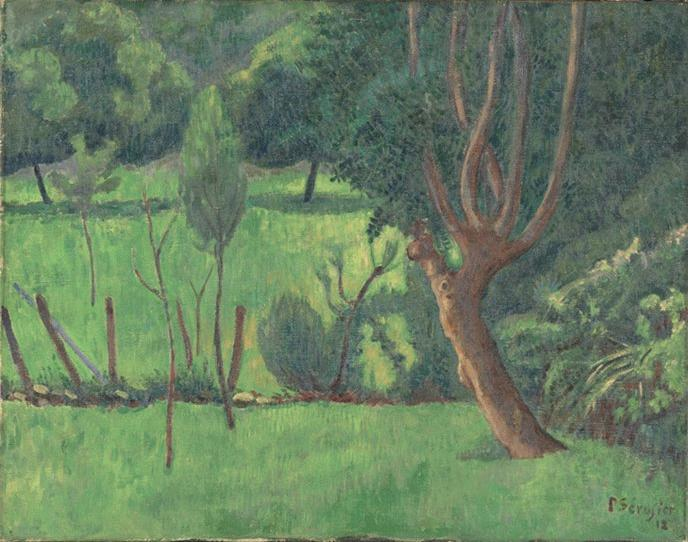
《풍경》(Landscape) 1912년 (파리, 오르세 미술관)

## 같이 보기
- 나비파

## 참고 문헌
- Gauguin and the Nabis: Prophets of Modernism by Arthur Ellridge. Terrail, 1995.
- The Nabis: Bonnard, Vuillard and Their Circle by Claire Freches-Thory (Author), Antoine Terrasse (Author). Flammarion, 2003.
- The Nabis and the Parisian Avant-Garde by Patricia Eckert Boyer (Editor), Jane Voorhees Zimmerli Art Museum, Elizabeth Prelinger. Rutgers University Press, 1988.
- The Nabis and Their Period by Charles Chassé. Lund Humphries, 1969.
- The Nabis, Their History and Their Art, 1888–1896 by George Mauner. Garland Publishing, 1978.
- Frèches-Thory, Claire, & Perucchi-Petry, Ursula, ed.: Die Nabis: Propheten der Moderne, Kunsthaus Zürich & Grand Palais, Paris & Prestel, Munich 1993 ISBN 3-7913-1969-8 (German), (French)